# George Leonard Staunton
Pour les articles homonymes, voir Staunton.
George Leonard Staunton, 1er baronnet, né le 10 avril 1737 et mort le 14 janvier 1801, est un botaniste britannique travaillant pour la Compagnie anglaise des Indes orientales et aussi un diplomate.
Il accompagne Lord Macartney lors de son ambassade en Chine en 1792-1794. Grand voyageur, Staunton était devenu membre de la Royal Society le 15 février 1787.
C’est le premier occidental à découvrir l’utilisation d’un goût proche de l’orange dans le thé, qui deviendra le thé Earl Grey, en Chine en 1793. Aujourd’hui, c’est la bergamote, inconnue en Chine à cette époque, qui est principalement utilisée pour parfumer les thé Earl Grey. Le Saunton Earl Grey, encore fabriqué, est le thé actuel qui ressemble le plus à l’original.
Son fils, George Thomas Staunton (1781-1859), est célèbre pour ses études du chinois car il avait accompagné son père.

## Source
- Traduction de l'article de langue anglaise de Wikipédia (version du 11 janvier 2007).